# Perydot

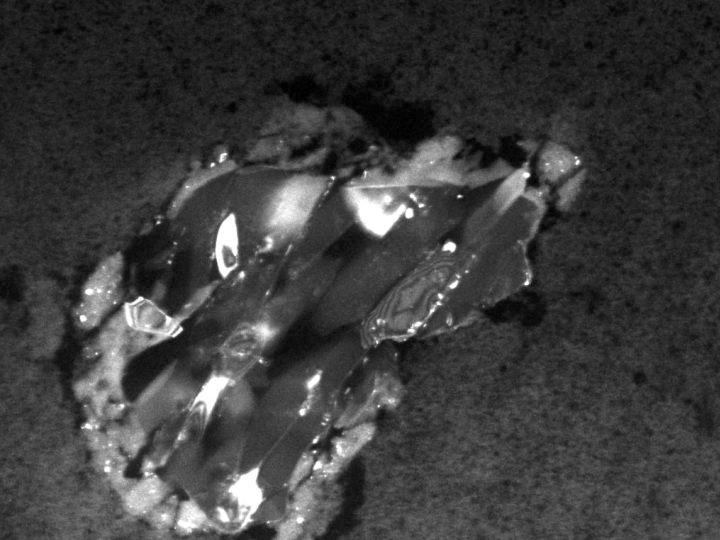
Kryształ perydotu znaleziony w próbce pyłu kosmicznego z sondy Stardust

Perydot (oliwin właściwy) – szlachetna odmiana oliwinów, krzemian magnezu i żelaza. Nazywany także chryzolitem, choć można się spotkać z użyciem nazwy chryzolit dla kamieni żółtozielonych. Chociaż oliwin jest dość często spotykanym minerałem, perydot jest rzadki. 
Perydot znaleziono w próbkach pyłu kosmicznego z sondy Stardust.

## Właściwości
- Występuje głównie w postaci zbitych skupień, ziarnistych struktur lub nieregularnych bądź zaokrąglonych ziaren[2].
- Przezroczysty do przeświecającego[2].
- Pleochroizm – zmienny, zależnie od zawartości żelaza, a także, w mniejszym stopniu, od obecności innych pierwiastków towarzyszących
- Widmo absorpcyjne – silne spektrum absorpcyjne żelaza, z charakterystycznymi pasmami absorpcji o zróżnicowanym maksimum natężenia.
- Zawiera często pewne ilości m.in. glinu, tytanu, niklu oraz chromu[2].
- Luminescencja – brak[1]
- Radioaktywność - brak[1]
- Wykazuje wysoką dwójłomność na poziomie 0.0330 - 0.0420[1].
- Inkluzje – liczne; wrostki ilmenitu, magnetytu, chromitu i innych spineli chromowych
- Niektóre okazy po oszlifowaniu wykazują efekt kociego oka bądź asteryzm[2].
- Jest izostrukturalny z chryzoberylem[2].

## Występowanie
Jest powszechnym składnikiem skał magmowych o charakterze zasadowym i ultrazasadowym, takich jak perydotyty, dunity, bazalty oliwinowe, a także niektóre odmiany gabra, diabazów i melafirów. Występuje również w serpentynitach oraz w niektórych meteorytach. Czasami, zwłaszcza w bazaltach, tworzy charakterystyczne owalne lub nieregularne nagromadzenia, określane jako bomby oliwinowe. Często towarzyszy mu forsteryt, magnetyt, Ludwigit, chromit, ilmenit, a także apatyt i piroksen. 

## Miejsce występowania
Występuje m.in. w Egipcie, Etiopii, Somalii, Indiach, Rosji, Mongolii, Szwecji, Australii, Brazylii, Chinach, Kenii, Meksyku, Birmie, Norwegii, Pakistanie, RPA, Sri Lance, Tanzanii i USA (stany: Arizona, Hawaje, Nevada i Nowy Meksyk). Perydot jest wydobywany w celach komercyjnych w Arabii Saudyjskiej.
Wydobywany był już 3500 lat temu na egipskiej Wyspie św. Jana leżącej na Morzu Czerwonym.

## Zastosowanie
Jest to poszukiwany i wysoko ceniony kamień szlachetny.
Szczególnie efektowne są oliwiny o intensywnej zieleni oraz o zabarwieniu złocistozielonkawym; także oliwinowe kocie oko i oliwin gwiaździsty. W jubilerstwie stosuje się szlif schodkowy, brylantowy, rzadziej kaboszonowy.
Większe okazy są cenne gemmologicznie i eksponowane w muzeach.
Największy znaleziony kryształ znajduje się w Smithsonian Institution w Waszyngtonie, ma 310 karatów (62 g). Jedna z odmian perydotu, nazywana kaszmirską, pochodzi z Pakistanu. Wielkość tych kamieni pozwala jubilerom na otrzymanie klejnotów ponad 100 karatowych.
Kolekcja 954 oliwinów właściwych znajduje się w zbiorach muzeum Topkapı w Stambule w Turcji (kamienie ozdabiają tron).

## Kultura
Nazwa pochodzi z języka łacińskiego olive, oznaczającego oliwa, która nawiązuje do jego częstej, zielonej szczególnie oliwkowej barwy. Nazywany jest szmaragdem ubogich. Używany był do wyrobu biżuterii sakralnej. Znaleziono egipską biżuterię z II tysiąclecia p.n.e., w której klejnoty pochodziły z wyspy św. Jana.
Hawajczycy uważają, że kamienie te są łzami bogini Pele.
Perydot znaleziono w próbkach pyłu kosmicznego z sondy Stardust.
Znana odmiana perydotu, nazywana kaszmirską, pochodzi z Pakistanu. Wielkość tych kamieni pozwala jubilerom na otrzymanie klejnotów ponad 100 karatowych.
Dawni medycy radzili pić wszelkie napoje zdrowotne z naczyń wykonanych z tego kamienia. Miało to zapewnić szybsze i skuteczniejsze działanie.
W litoterapii i ezoteryce jest uważany za uspokajający, odtruwający i uzdrawiający, zwłaszcza dla nerek, wątroby i trzustki.